# Comunidad Cristiana de los Remanentes
La Comunidad de los Remanentes (en inglés estadounidense: Christian fellowships of the Remnants movement) es una rama poco organizada del Movimiento de los Santos de los Últimos Días, formada por personas que aceptan unas supuestas revelaciones divinas recibidas por el escritor de novelas Denver Snuffer Jr. (un abogado mormón que fue excomulgado de la Iglesia SUD en 2013).

## Historia

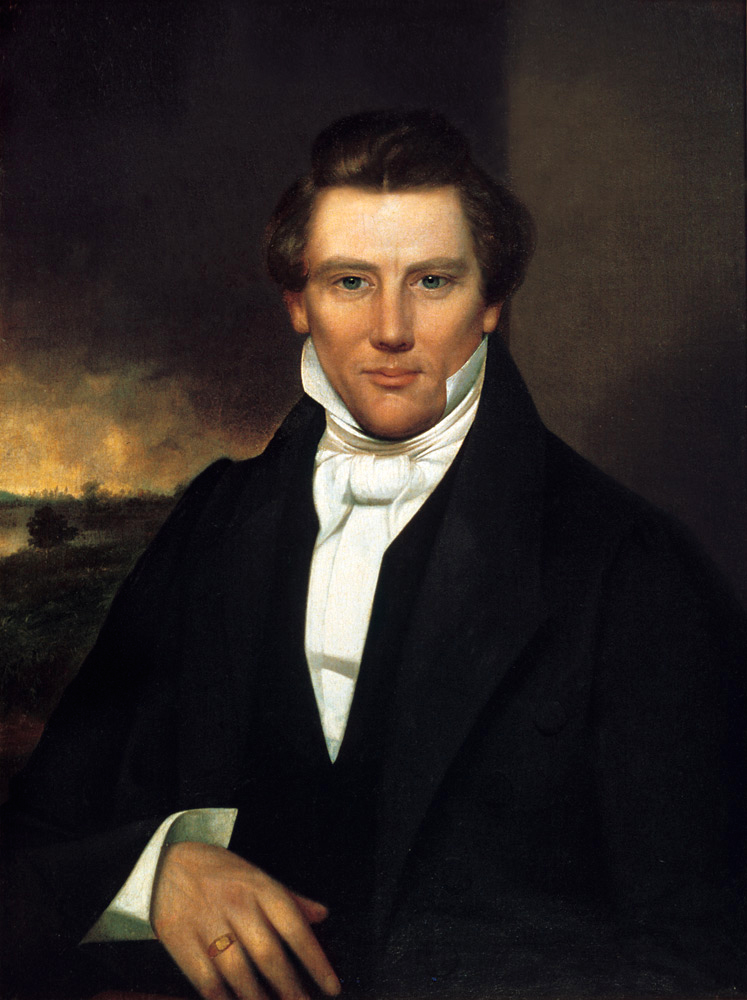
Retrato del profeta Joseph Smith.

Denver Snuffer Jr. publicó una serie de libros y artículos en línea que explican sus creencias e interpretaciones de las sagradas escrituras. Denver había dicho que sus escritos tenían como objetivo promover la lealtad hacia la Iglesia de Jesucristo de los Santos de los Últimos Días y que no contribuiría a iniciar una nueva religión. Los escritos de Snuffer provocaron una respuesta de los líderes de la iglesia SUD que finalmente lo excomulgaron por lo que ellos mismos describieron como un desafío directo a varias doctrinas clave de la iglesia SUD. En 2014, Snuffer Jr. dijo que recibió una revelación que le informaba que Dios puso fin a la autoridad del sacerdocio de los líderes de la iglesia SUD involucrados en su excomunión, como la Primera Presidencia de la iglesia SUD. A partir de 2013, se formó una comunidad de base, basada en las enseñanzas religiosas de Denver Snuffer Jr. en un claro desafío hacia el establishment mormón. Del 17 al 19 de febrero de 2017, Jeff Savage presentó a la comunidad un conjunto de propuestas y principios rectores. En 2017, el movimiento incluía aproximadamente a 5.000 miembros en todo el Mundo. Los seguidores de Denver Snuffer Jr. se reunieron en una conferencia en 2016. Durante una conferencia celebrada en 2017, las enseñanzas religiosas de Denver Snuffer Jr. fueron canonizadas junto a las sagradas escrituras de la iglesia SUD, este nuevo canon bíblico consiste en una nueva elaboración de las escrituras de la Iglesia SUD, como el Libro de Mormón, así como una traducción ampliada de Snuffer Jr. del Evangelio de San Juan y de varias de las revelaciones de Snuffer Jr. El movimiento resta importancia a la jerarquía y la organización y la comunidad no poseen un liderazgo unificado. La comunidad proviene en gran medida de miembros y exmiembros de la iglesia SUD, lo que llevó a las autoridades de la iglesia SUD a identificar a Denver Snuffer Jr. y a sus enseñanzas como un vehículo para sacar a la gente de la iglesia SUD. En 2017, el sitio web "MormonLeaks", publicó una presentación en PowerPoint, mostrada en 2015 al Cuórum de los Doce Apóstoles de la iglesia SUD, en la que Denver Snuffer Jr. fue identificado como una persona que aleja a los creyentes de la iglesia SUD.

## Creencias y prácticas

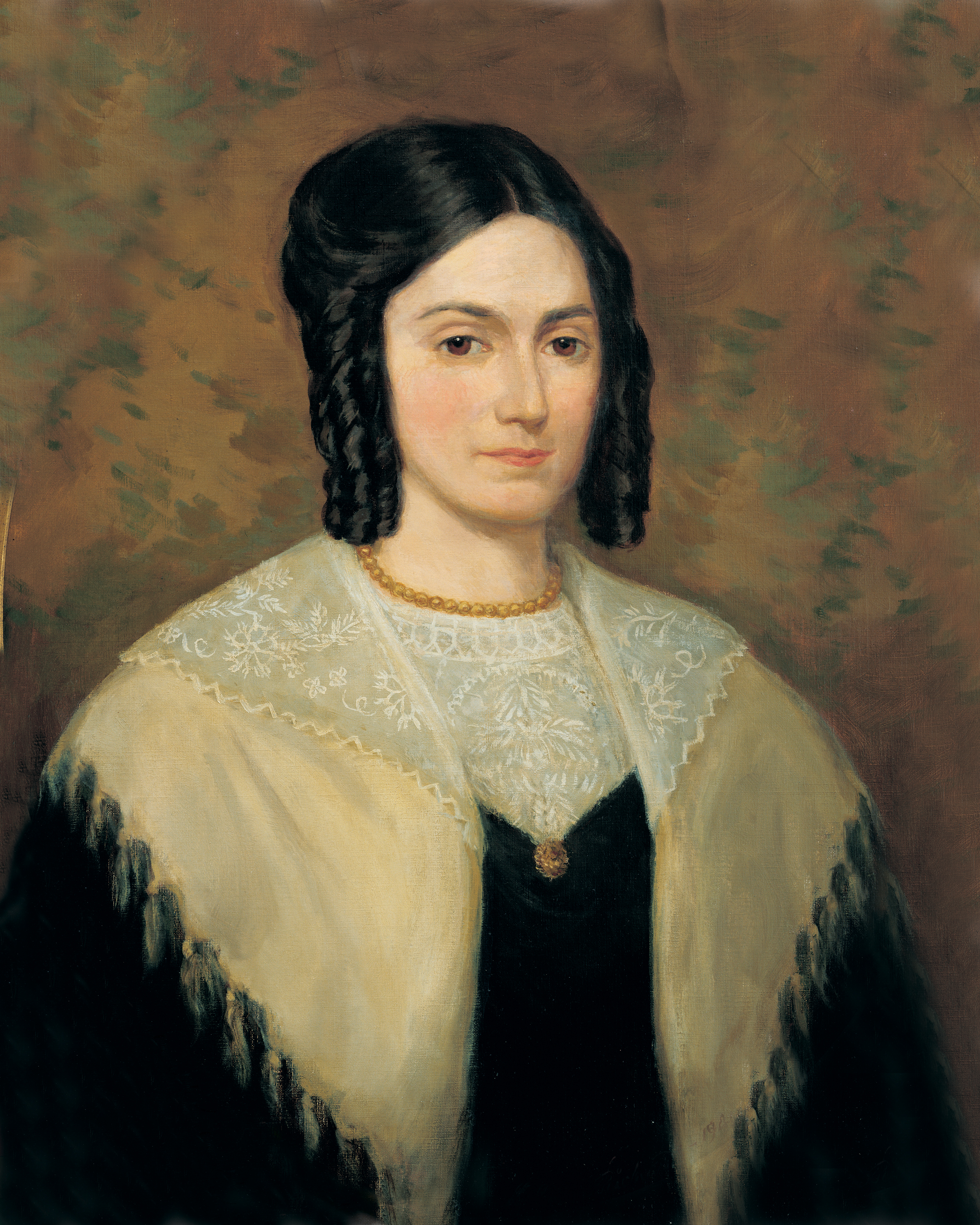
Retrato de Emma Smith.

La Comunidad de los Remanentes generalmente se siente llamada a la renovación personal y social en preparación para la eventual segunda venida de Cristo nuestro señor, la Parusía. Según las creencias del movimiento, los participantes anticipan un Mundo venidero, en el que los remanentes permanecerán dentro del pacto plenamente restaurado con Jesucristo: Una alusión a la creencia de que la Santa Biblia, el Libro de Mormón y la revelación moderna, a través del profeta Joseph Smith, profetizan que los administradores del Evangelio de Jesucristo serían las naciones gentiles en los últimos días. El movimiento pone un enfoque renovado en la comunión individual con Dios, los dones del espíritu, las expresiones tangibles de la fe y el eventual establecimiento de Sion. Si bien el movimiento no tiene un nombre oficial, la palabra "esnuferita" se ha utilizado para llamar a sus seguidores. Otras designaciones incluyen el movimiento del Pacto de Cristo y el movimiento de Denver Snuffer Jr. Los participantes a veces se refieren entre sí como "hermano del pacto" o "hermana del pacto". Los participantes en el movimiento, son disidentes mormones y cristianos supraconfesionales. Sus comunidades individuales son autónomas y carecen de una afiliación o supervisión por parte de la Iglesia de Jesucristo de los Santos de los Últimos Días (la iglesia SUD). Según la exégesis de Denver Snuffer Jr. de las sagradas escrituras de la iglesia SUD, el Evangelio ha sido restaurado por el profeta Joseph Smith. Como se predijo en las Escrituras, los remanentes, especialmente los pueblos indígenas de las Américas, adoptarán el pacto de Cristo en los Últimos Días (es probable que estos remanentes indígenas sean mestizos; en la creencia mormona, tales individuos se consideran entre los componentes de la Casa de Israel). El período actual es un tiempo en el que el Señor llama a aquellos a hacer la transición entre la dispensación que resultó en el establecimiento de la Iglesia de Cristo, a través del profeta Joseph Smith, y la próxima dispensación del Pueblo de Israel (Am Israel). Con respecto a la crisis de sucesión de 1844, dentro del mormonismo después del asesinato del profeta Joseph Smith, el movimiento de Denver Snuffer Jr. mantiene unas creencias similares a las de la Iglesia Reorganizada de Jesucristo de los Santos de los Últimos Días (RLDS). Aunque Brigham Young finalmente asumió el liderazgo de la mayor parte de los seguidores del profeta Joseph Smith Jr. sus seguidores, supuestamente estaban en un estado de apostasía y entraron en una abierta contradicción con las enseñanzas religiosas del profeta Joseph Smith Jr. El movimiento rechaza las afirmaciones de Brighman Young, de poseer la autoridad necesaria para ocupar el puesto del santo profeta Joseph Smith. El movimiento está de acuerdo con la corriente principal de la iglesia SUD, en el rechazo de las innovaciones teológicas de Brighman Young, como el intento de Young de formular su teoría de Adán Dios. El movimiento va más allá y rechaza cualquier innovación doctrinal de Brighman Young. La mayoría en el movimiento está de acuerdo con una creencia fundamental entre la RLDS (ahora llamada Comunidad de Cristo) de que Joseph Smith Jr. no practicó la poligamia y de que esta innovación fue promulgada por Brighman Young. A diferencia de la Iglesia SUD, y la Comunidad de Cristo, los creyentes de la Comunidad de los Remanentes, tienen una autoridad espiritual para realizar ciertas ordenanzas del Evangelio restauradas a través del santo profeta Joseph Smith Jr. que desaparecieron de la faz de la Tierra, tras el fallecimiento de Joseph Smith Jr. Los seguidores del movimiento creen que los apóstoles de la Iglesia SUD y algunos otros han conservado las llaves para bautizar, pero no poseen las llaves necesarias para realizar obras mayores. Los miembros de la Comunidad de los Remanentes, creen que Joseph Smith Jr. enseñó que los Santos de los Últimos Días debe renunciar a cualquier institución, pero debe promulgar lo mismo a los propios pactos de cada individuo y al canon abierto de las sagradas escrituras de J. Smith. (cabe comparar estas creencias del movimiento con algunos de los aspectos de la doctrina de las Cinco solas, que constituyen el fundamento doctrinal del protestantismo, especialmente dentro de sus variaciones calvinistas y luteranas. En este sentido, las creencias del movimiento tal vez ocupen algún terreno entre el autoritarismo institucional del mormonismo al estilo de la iglesia SUD, y el privilegio de la conciencia individual y el protestantismo inconformista. El movimiento es cristiano supraconfesional y enseña la creencia en Cristo nuestro Señor, el bautismo por parte de los hermanos autorizados del movimiento con agua viva, la recepción del Espíritu Santo, y la aceptación del canon bíblico de la Comunidad Cristiana de los Remanentes, son los requisitos previos para la participación en el mismo, más allá de estos conceptos básicos, las creencias de los participantes varían entre ellos, los seguidores del movimiento creen en la doctrina enseñada por el santo profeta Joseph Smith en 1839. La comunidad incluye a participantes que eran Santos de los Últimos Días, a miembros de la Comunidad de Cristo (u otros grupos dentro de la tradición fundada por el hijo del profeta Joseph Smith, el señor Joseph Smith III, miembros de otras denominaciones mormonas fundamentalistas, católicos o protestantes. Los participantes en la comunidad no necesitan abandonar su fe anterior, ya sea cristiana u otra fe. La comunidad se reúne en sus hogares, en locales, o incluso en lugares al aire libre. Sus bautismos en agua viva requieren celebrar las reuniones cerca de los arroyos. Según algunos miembros del movimiento de Denver Snuffer Jr. el mandato divino a través de Joseph Smith Jr. de construir un templo mormón en Nauvoo, Illinois, para celebrar los ritos religiosos mormones, no se ha cumplido adecuadamente. Los creyentes del movimiento, están reuniendo fondos para la construcción de un sagrado templo en Sion, los seguidores de Denver Snuffer Jr. creen que el Señor en algún momento ordenará que el sagrado templo sea construido en Sion. Denver Snuffer Jr. enseña que María, la madre de Jesús, es la esposa del Padre Celestial y la Madre Celestial de todos los seres humanos.